# Canato Rourano
Canato Rourano (em chinês: 柔然; romaniz.: Róurán (pinyin)) foi uma confederação tribal e então Estado fundado por um povo protomongol de origem donghu. Os seus líderes foram os primeiros a usar o título de grão-cã, que tomaram de empréstimo dos xiambeis, que o usavam como título popular. O Estado nasceu com Mugulu (r. 308–316), que fugiu de Uei do Norte ao ser condenado à pena capital e tornar-se-ia líder de um bando de fugitivos. Em 555, ruiu fruto de contínuas derrotas perante os rebeldes goturcos, que receberam apoio dos Estados chineses do sul. Alguns estudiosos acreditam que após o colapso do canato, os rouranos marcharam para oeste e podem ser associados aos avares citados na Europa anos depois.

## Lista dos chefes tribais
1. Mugulu (r. 308–316)
2. Iujiulu Chelui (r. após 316-?)
3. Iujiulu Tunugui século IV)
4. Iujiulu Bati (século IV)
5. Iujiulu Disuiuã (século IV)
6. Iujiulu Piouba (século IV)
7. Iujiulu Iungueti (século IV)
8. Iujiulu Heduoã (século IV)

## Lista dos grão-cãs
1. Iujiulu Xelum (r. 402–410)
2. Iujiulu Hulu (r. 410–414)
3. Iujiulu Datã (r. 414–429)
4. Iujiulu Uti (r. 429–444)
5. Iujiulu Tuechém (r. 444–450)
6. Iujiulu Iuchengue (r. 450–485)
7. Iujiulu Doulum (r. 485–492)
8. Iujiulu Nagai (r. 492–506)
9. Iujiulu Futu (r. 506–508)
10. Iujiulu Chounu (r. 508–520)
11. Iujiulu Anagui (r. 520–552)
12. Iujiulu Poluomém (r. 521–524)
13. Iujiulu Tiefa (r. 552–553)
14. Iujiulu Denxu (r. 553)
15. Iujiulu Canti (r. 553)
16. Iujiulu Anluochém (r. 553–554)
17. Iujiulu Denxuzi (r. 555)